# Christiaan Cornelissen
Pour les articles homonymes, voir Cornelissen.
Christiaan Cornelissen, né le 31 août 1864 à Bois-le-Duc, aux Pays-Bas, et mort le 21 janvier 1942 à Domme en Dordogne, en France, était un instituteur syndicaliste, auteur et économiste communiste libertaire néerlandais.
Lors de la Première Guerre mondiale, il est l’un des signataires du Manifeste des Seize rassemblant les libertaires partisans de l'Union sacrée face à l'Allemagne.

## Biographie
Instituteur dans une école primaire en Zélande, Christiaan Cornelissen commence vers la fin des années 1880 à collaborer à la rédaction du journal Recht voor Allen (nl) (Justice pour tous), le périodique officiel de la Ligue sociale-démocrate (SDB). En 1891 il est, avec Ferdinand Domela Nieuwenhuis, l’un des principaux militants de la SBD dont il est membre du comité central et responsable du secrétariat international. Pendant le détachement du Parti social-démocrate des ouvriers (SDAP), il reste dans le SDB.
Il se rend au deuxième congrès de la Deuxième Internationale à Paris comme correspondant de Recht voor Allen et comme délégué des syndicats néerlandais des ouvriers de chemin de fer, il y supporte une résolution antimilitariste des gauchistes au congrès.
En 1891, il traduit le Manifeste du Parti communiste en néerlandais.
En 1893, il est un des fondateurs du Nationaal Arbeids-Secretariaat (NAS), organisation syndicale hollandaise très proche de la CGT française de l’époque et influencée par le syndicalisme révolutionnaire.
La même année a lieu le troisième Congrès de la Seconde internationale à Zurich. Christian Christiaan Cornelissen y fait la connaissance du syndicaliste français Fernand Pelloutier. Durant ce congrès, il se solidarise avec les anarchistes et les anti-parlementaires qui seront exclus des séances du congrès. Au congrès suivant (congrès de Londres de la Deuxième Internationale, 1896), il tente en vain de s’opposer à l’exclusion définitive des anarchiste de la Seconde Internationale (notamment avec la rédaction de la brochure "Le communisme révolutionnaire. Projet pour une entente et pour l'action commune des socialistes révolutionnaires et des communistes anarchistes").
Parallèlement la SDB est affaiblie par un conflit interne entre les antiparlementaires (dont font partie Cornélissen et Nieuwenhuis) et les partisans du parlementarisme et de la représentation aux élections. Ce conflit aboutit à une scission en 1894 et à la création du SDAP (Sociaal-Democratische Arbeiders Partij), parti social démocrate réformiste. Christian Cornélissen, en accord avec la ligne antiparlementaire et révolutionnaire, reste dans la SDB qui prendra le nom de Socialistenbond.
À cause de l'influence croissante des sociaux-démocrates dans le SDB, il quitte les Pays-Bas pour Paris en 1898, mais il reste en contact avec ses camarades néerlandais et continue à écrire pour des journaux anarchistes néerlandais.
À Paris, il retrouve plusieurs anarchistes et syndicalistes qu’il avait connus dans les congrès internationaux, notamment Fernand Pelloutier et Marc Pierrot. Il milite alors dans le groupe anarchiste des ESRI (Étudiants socialistes révolutionnaires internationalistes) avec lesquels il prépare le congrès international antiparlementaire qui doit se dérouler à Paris en 1900 (mais qui n’a jamais eu lieu, frappé d’interdiction). Parlant couramment allemand et anglais, en plus du français et du néerlandais, il se montre particulièrement utile comme traducteur. Il a contribué à La voix du peuple et La Bataille syndicaliste sous le pseudonyme de Rupert, une allusion à sa femme Lilian Rupertus du fait qu'il avait peur d'être expulsé de France si ses activités anarchistes étaient connues des autorités. Il participe également à d'autres journaux aux orientations anarchistes ou révolutionnaires : Les Temps Nouveaux, Mouvement socialiste.
En 1903, il publie sa Théorie de la Valeur et en 1908 la Théorie du salaire et du travail salarié.
Les contacts internationaux de Cornelissen sont utiles dans l'organisation d'un congrès anarchiste à Amsterdam en 1907, qui établit les relations internationales entre les anarchistes. Ce congrès le mène à publier le Bulletin international du mouvement syndicaliste. Il a aussi joué un rôle important dans l'organisation du Premier congrès international syndicaliste à Londres en 1913.
Durant la Première Guerre mondiale, Cornelissen se rallie à l’Union sacrée, une trêve patriote entre le mouvement socialiste et l’État français. En 1916, il signe le Manifeste des 16. Il écrit des brochures anti-allemande en soutien de l’effort de guerre. Cette position entraîne un refroidissement de ses relations avec une partie du mouvement anarchiste et syndicaliste. Après la guerre, il travaille principalement à ses études économiques.
Il participe en 1928 au premier cours universitaire de Davos, avec de nombreux intellectuels français et allemands.
Son Traité général de science économique (dont le tome I, Théorie de la valeur - pour réfuter la théorie de valeur-travail, que les économistes classiques autant que Karl Marx ont défendue) est publié de 1903 à 1944 (tome V : Théorie de l'intérêt et de la banque, posthume).
Il meurt à Domme en 1942.

## Sources
- Dictionnaire biographique du mouvement ouvrier français, « Le Maitron » : Christian Cornelissen.
- Dictionnaire Pelloutier.
- Hem Day, Le Manifeste des Seize, Encyclopédie anarchiste, texte intégral.
- (nl) BWSA (biographie)
- (nl) International Institute of Social History